# Balbo
Pour les articles homonymes, voir Balbo (homonymie).

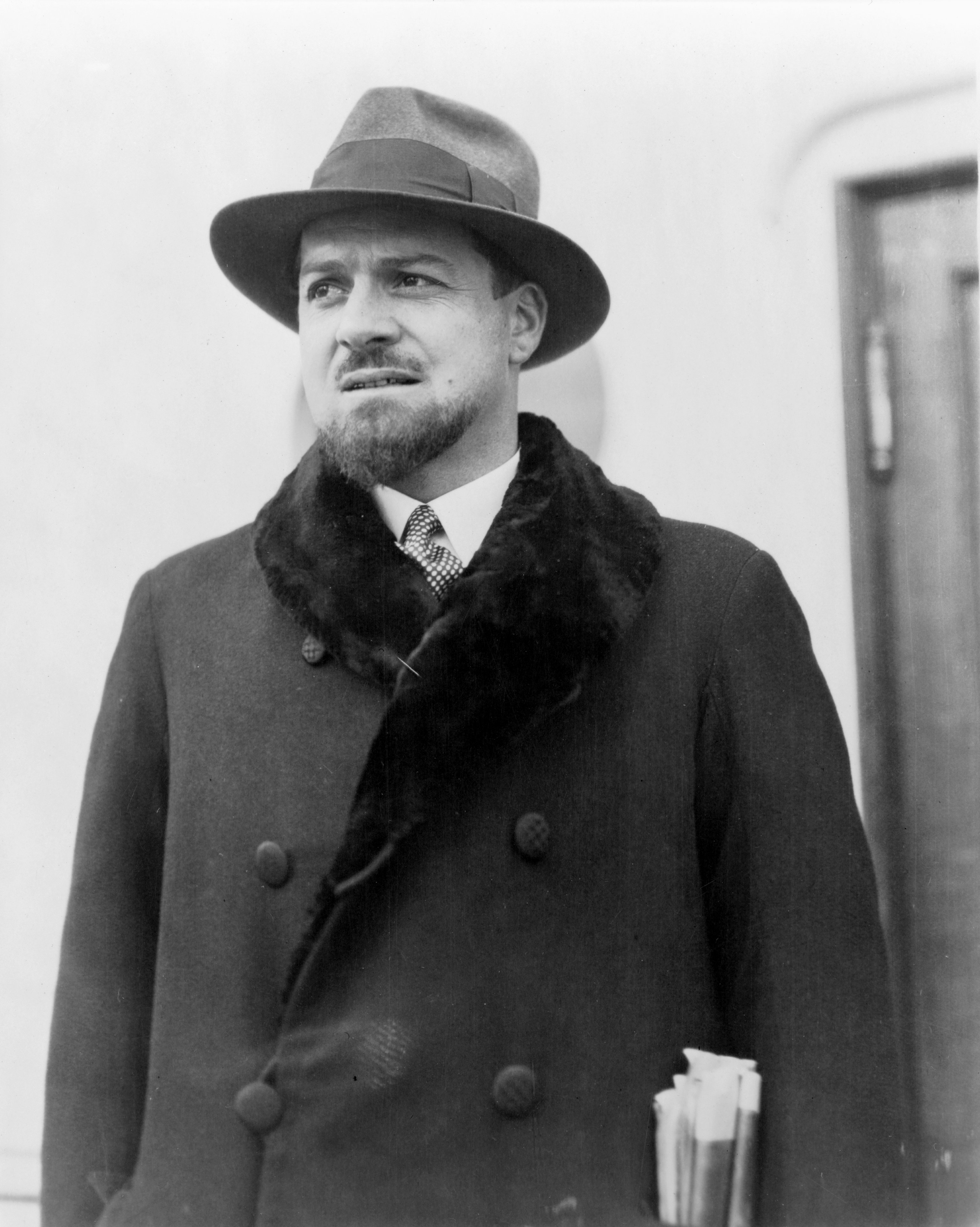
Italo Balbo

Un balbo est un type de barbe. Il est constitué d'une moustache et d'un bouc en forme d'ancre, les deux étant séparés par une zone de peau vierge.

## Histoire
Ce type de barbe a été porté par Italo Balbo, aviateur puis ministre italien (1896-1940). Le nom proviendrait du personnage.